# Town Diner
Das Deluxe Town Diner (ehem. Town Diner) ist ein 1947 gebauter Diner in Watertown im Bundesstaat Massachusetts der Vereinigten Staaten. Es wurde am 22. September 1999 im Rahmen der Multiple Property Submission Diners of Massachusetts MPS unter der Bezeichnung Town Diner in das National Register of Historic Places (NRHP) eingetragen.

## Beschreibung
Das Town Diner ist eines der ältesten noch existierenden Diner in Massachusetts, die nicht wie zuvor in der Fabrik vollständig vorgefertigt, sondern unmittelbar vor Ort errichtet wurden. Es befindet sich nahe der Grenze zu Cambridge in einem Geschäftsviertel von Watertown an der Massachusetts Route 16.
Das Diner besteht aus einem nahezu rechteckigen Stahlskelett, an das an der Südostseite ein auf einem Holzrahmen aufgebauter Anbau angrenzt. Dieses L-förmige Aussehen erhielt das Restaurant bei seiner Errichtung 1947, als es um einen älteren Restaurantwagen der Worcester Lunch Car Company herumgebaut wurde, der heute als Küche dient und von außen nicht zu sehen ist. Das Restaurant steht auf einem hohen Betonfundament, in das Kellerfenster aus Glas eingelassen sind. Es verfügt über ein Tonnendach und ist mit creme- bzw. petrolfarbener Email verkleidet. Die Ecken sind teilweise abgerundet, und an der nordöstlichen sowie der nordwestlichen Gebäudeseite gibt es jeweils einen Eingang.
Die Inneneinrichtung ist eine Mixtur aus diner- und restauranttypischen Gegenständen und weitgehend im Original erhalten. Die Theke erstreckt sich über die gesamte Länge des nordöstlichen Teilstücks des L-förmigen Grundrisses und verfügt über 16 mit PVC bezogene Barhocker. Entlang der Längsseiten befinden sich zusätzliche Tischnischen.

## Historische Bedeutung
Das erste Town Diner an diesem Standort wurde Mitte der 1930er Jahre von Joseph E. Carroll eröffnet, damals noch in einem kleinen Restaurantwagen der Worcester Lunch Car Company. Ab 1942 betrieb Arthur C. Derosiers das Diner und übergab es 1945 an den rund 30 Jahre zuvor aus Griechenland eingewanderten Louis Contos, der es gemeinsam mit seinem Sohn George betrieb.
Sie erweiterten das Diner 1947 durch den L-förmigen Anbau erheblich und funktionierten den ehemaligen Restaurantwagen zur neuen Küche um. Das Design kombiniert Elemente des klassischen Barrel-Roof-Diners mit zeitgemäßen Stilelementen der 1940er Jahre, wie bspw. die großzügige Verwendung von rostfreiem Stahl zeigt. Die Familie Contos betrieb das Diner bis in die 1980er Jahre, als der gegenwärtige Eigentümer das Diner übernahm, der heute noch zwei weitere „Deluxe-Diner“ in Massachusetts betreibt.